# Intelsat 7
Intelsat 7, vormals PanAmSat 7 oder PAS 7, war ein Fernsehsatellit des Satellitenbetreibers Intelsat.

## Missionsverlauf
Er wurde am 16. September 1998 an Bord einer Ariane-4-Trägerrakete vom Weltraumbahnhof Kourou ins All befördert.
Durch einen Defekt am Solarpaddel hat der Satellit 25 % seiner Leistung verloren. Deswegen werden in dieser Infobox die ERP-Werten des Satelliten durch die Werte von SATCO DX in Klammer ergänzt. Sie spiegeln eher die Realität wider. Die Angaben vor der Klammer stammen von PanAmSat. Der Satellit wurde 2016 außer Betrieb genommen und in einen Friedhofsorbit manövriert.

## Empfang
Der Satellit konnte in Europa, Afrika, Asien und dem Nahen Osten empfangen werden.
Die Übertragung erfolgte im C- und Ku-Band.